# Boethos (Toreut III)
Boethos (griechisch Βόηθος) war ein antiker griechischer Toreut (Metallbildner), der im 3. oder 2. Jahrhundert v. Chr. aktiv war.
Boethos ist einzig von einer Erwähnung in einem Kommentar von Porphyrion zu Horaz bekannt. Dort benennt Porphyrion Boethos als Schöpfer von so kunstvoll gearbeiteten Betten, dass er diese in einem Atemzug mit den vom Schiffsarchitekten Archias geschaffenen Betten für das von ihm entworfene Schiff Syracusia nannte, das Hieron II. von Syrakus gehörte. Die Archäologen Andrew Stewart und Andreas Linfert wollten ihm auch die bronzenen Bestandteile von Betten im Schiffsfund von Mahdia zuschreiben. Im Wrack wurde auch eine von Boethos von Kalchedon signierte Herme aus Bronze gefunden. Letztlich wurde damit eine Gleichsetzung der beiden Toreuten in den Raum gestellt. Diese Gleichsetzung lässt sich nicht beweisen und muss somit zweifelhaft bleiben.

## Einzelbelege
1. ↑  Horaz: Epistulae (Episteln) 1,5,1
2. ↑  Andrew Stewart: Greek sculpture. An exploration. Yale University Press, New Haven and London 1990, ISBN 0-300-05208-1, S. 229.
3. ↑  Andreas Linfert: Boethoi. In: Das Wrack. Der antike Schiffsfund von Mahdia. Band 2, Rheinland, Köln 1994, ISBN 3-7927-1442-6, S. 831–847, besonders S. 834.

| Personendaten    | Personendaten                                              |
| ---------------- | ---------------------------------------------------------- |
| NAME             | Boethos                                                    |
| ALTERNATIVNAMEN  | Βόηθος (altgriechisch)                                     |
| KURZBESCHREIBUNG | antiker griechischer Toreut                                |
| GEBURTSDATUM     | zwischen 4. Jahrhundert v. Chr. und 2. Jahrhundert v. Chr. |
| STERBEDATUM      | zwischen 3. Jahrhundert v. Chr. und 1. Jahrhundert v. Chr. |